# Alfred I. du Pont
Alfred Irénée du Pont (né le 12 mai 1864 dans le Delaware et mort le 28 avril 1935 à Jacksonville) est un industriel, financier et philanthrope américain.
C'est un membre influent de la famille du Pont de Nemours.
Alfred I. du Pont s'est fait connaître grâce à son travail dans l'usine de fabrication de poudre à canon de sa famille dans le Delaware, futur groupe industriel DuPont. Pendant de nombreuses années il est administrateur du conseil d'administration et vice-président des opérations.
Après un départ compliqué de l'entreprise, il lance sa propre entreprise, investissant dans des terres et des banques en Floride.
Il est mort multimillionnaire, la majeure partie de sa fortune alimentant le Alfred I. duPont Testamentary Trust (en).
Il est joue par l'acteur Todd Boyce dans le film The King's Man : Première Mission (2021).